# Rough and Tough and Dangerous
Rough and Tough and Dangerous (The Singles 94/98) – pierwsza kompilacja singli niemieckiej grupy Scooter wydana 1 stycznia 1998 roku. Zawiera wszystkie single z czterech pierwszych albumów oraz nowy singiel "No Fate". Zawiera ona także nagrane niektóre koncerty na żywo, B-side'y i remiksy.

## Lista utworów
CD1
1. Hyper Hyper – 3:37
2. Move Your Ass! – 3:55
3. Friends – 4:40
4. Endless Summer – 5:14
5. Back In The U.K. – 3:25
6. Let Me Be Your Valentine – 3:47
7. Rebel Yell – 3:42
8. I'm Raving – 3:36
9. Break It Up – 3:38
10. Fire – 3:31
11. The Age Of Love – 3:52
12. No Fate – 3:38
13. Fire (Live) – 5:02
14. Rebel Yell (Live) – 5:10
15. Break It Up (Live) – 3:17
16. The Age Of Love (Live) – 5:18

CD2
1. Vallee De Larmes – 4:37
2. Rhapsody In E – 6:08
3. Move Your Ass (Ultra-Sonic Remix) – 7:15
4. Friends (Ramon Zenker Club Mix) – 5:32
5. Across The Sky – 5:44
6. Endless Summer (Datura Mix) – 4:54
7. Back In Time – 7:04
8. Unity Without Words (Part II) – 5:22
9. Euphoria – 3:58
10. Let Me Be Your Valentine (Comm. Tom Rmx) – 8:04
11. B-Site – 5:35
12. I'm Raving (Taucher Remix) – 8:09
13. Fire (D.O.N.S. Burn Rubber Remix) – 6:30